# 清河坊

杭州清河坊

清河坊歷史街區，杭州歷史上最著名的街區，也是杭州目前唯一保存較完整的舊街區，是杭州悠久歷史的一個縮影。
清河坊的得名，與南宋的太師張俊有關，建炎三年（1129），張俊在明州（今寧波）擊退金兵，取得高橋大捷，晚年封為清河郡王，倍受寵遇。他在今河坊街太平巷建有清河郡王府，故這一帶就被稱為“清河坊”。

## 外部連結
- 清河坊 （页面存档备份，存于）